# Hedley (Teksas)
Hedley je grad u američkoj saveznoj državi Teksas. Prema popisu stanovništva iz 2010. u njemu je živjelo 329 stanovnika.